# Bambubjörnarna
Bambubjörnarna (tyska: Die Bambus-Bären-Bande, franska: Bambou et Compagnie, engelska: Bamboo bears, japanska: バンブー・ベアーズ) är en fransk-japansk-tysk-spansk animerad TV-serie, producerad  1995. Utöver de redan nämnda länderna har vissa delar av serien utvecklats av kinesiska (Colorland Shenzhen) sydkoreanska (Tae Sang Seoul) men även nordkoreanska animatörer (SEK Animation Pyongyang).
Serien hade svensk premiär på TV 1000 under 1996 och har senare visats i repris på TV3 1997-1998 och Kanal 5 1999-2000.
Serien handlar om den röda pandan Bambu-Li som med sina vänner försöker stoppa det onda företaget Råttco att utrota djur för personlig vinning. Serien har ett återkommande budskap om djurrätt och vissa gröna tankar.
Serien regisserades av Bernard Deyries och Christian Choquet, producerades av Marina Productions och omfattar totalt 52 avsnitt. I Sverige gav Egmont ut fem VHS-kassetter med vardera två avsnitt under 1997. Serien har ännu inte släppts på DVD.

## Svenska röster (i urval)
Svensk dubbning utförd av Media Dubb:
- Kim Sulocki - Bambu-Li
- Maria Weisby - La-Ling
- Staffan Hallerstam - Go-Si
- Bert-Åke Varg - No-How
- Fredrik Dolk - Råtta 1
- Gunnar Ernblad
- Johan Hedenberg
- Annelie Bhagavan (sång)